# 関口知宏の地球サポーター
関口知宏の地球サポーター（せきぐちともひろのちきゅうサポーター）は、2006年4月7日から2008年3月28日までテレビ東京にて放送されたドキュメンタリー番組。関口知宏がMCを務める。略称は「関口知宏の地サポ」。提供は外務省、環境省で、地球環境保護やNPO、ODAを推進する立場から、様々な活動などを紹介する。この番組は、これまでに2年単位でMCが交代されており、関口の前任が仲村トオル、後任には知花くららがそれぞれ務めている（番組タイトルもMCの名前の冠番組となっている）。

## 概要
毎回、様々な地球環境破壊や人的被害、自然災害などの映像を見せ、それを関口のナレーションで綴る。基本的には関口はナレーションが主であるが、現地を訪れることもある。これまでに、ラオス・モンゴル・トルコ・パプアニューギニア・中国・スリランカを訪問している。ナレーションとはいってもオープニングでは全ての回に顔を出している。また、関口は日本国内でもレポーターを兼務しており、主に国連ボランティア団体本部へのインタビュアーなどでロケにも出てくる。ただし、スケジュールの都合もあって、毎回行くことはできない。
芸能人が地球環境保護を訴える番組はNHK以外では少ない。不定期放送での単発番組であるなら比較的制作されているが、連続番組としての地球環境保護番組はNHK以外では近年少なくなりつつある傾向にあるので、本作の制作は目立つ。

## 放送局
- テレビ東京（2006年4月 - 2008年3月）
- 2007年3月と2008年3月には、BSジャパンにて1年間の総集編がスペシャル番組で放送された（後述）。

## 放送時間
- 毎週金曜日21:55 - 21:59（特番などで変動の場合あり）

## 取材地
- ラオス（※）
- イラク
- タンザニア
- エルサルバドル
- モンゴル（※）
- パキスタン
- トルコ（※）
- パプアニューギニア（※）
- マレーシア
- ガーナ
- 中国（※）
- ブラジル
- モルディブ
- スリランカ（※）

世界規模で各国の自然環境、政府開発活動などを取材している。取材クルーには関口知宏自身も参加（※の国々）。

## スペシャル番組の放映
番組放送当時は、テレビ東京以外に番組ネットがされておらず、テレビ東京を視聴できない地域からの放送要望が高かった。そのために、全国で視聴できる衛星放送の利点を生かし、BSジャパンにて1年ごとに総集編としてスペシャル番組が放送された。

### 2006年度
年度内で取材されたラオス・イラク・タンザニア・エルサルバドル・モンゴル・パキスタン・トルコの全ての回を再構成して放送。ただし、トルコの最後の回（2007年3月30日放送分）は放送前だったため、総集編には含まれなかった。

### 2007年度
年度内で取材されたパプアニューギニア・マレーシア・ガーナ・中国・ブラジル・モルディブ・スリランカの回を再構成して放送。2006年度の総集編とは異なり、厳選された回のみをテーマ毎に分けられた。以下にその詳細を記す（カッコ内はレギュラー枠での放送日）。
「日本の知恵を活かした国づくり」
- マレーシアVol.7 マラッカ海峡の安全を守る（2007年7月6日）
- ブラジルVol.6 日本の交番システムを広める（2008年1月11日）
- スリランカ＆モルディブ 震災からの復興と日本の援助（2008年2月8日）
- スリランカVol.2 綺麗な街を取り戻すために（2008年3月7日）

「未来の人材を育てる援助」
- パプアニューギニアVol.3 テレビ授業で学ぶ学生たち（2007年4月20日）
- マレーシアVol.3 日本への留学を志す若者達（2007年6月8日）
- ガーナVol.2 先生の指導力アップのために（2007年7月27日）

「水にまつわる日本の援助」
- ガーナVol.5 農地に行き渡る水（2007年8月17日）
- 中国Vol.3 昆明の水環境を改善する（2007年10月5日）
- 中国Vol.9 美しさを取り戻した北京の川（2007年11月23日）
- ブラジルVol.3 水の問題を解決するために（2007年12月14日）

「ヒトを通じた援助」
- パプアニューギニアVol.6 観光産業をマダンに根付かせたい（2007年5月11日）
- モルディブVol.1 日本語を学ぶ若者達（2008年2月15日）
- モルディブVol.2 未来のカメラマンを目指して（2008年2月22日）
- 中国Vol.7 衛生意識を高めるために（2007年11月9日）
- 中国Vol.8 子供たちに何かをしてあげたい（2007年11月16日）

「人々の暮らしを変える」
- ガーナVol.4 パームオイルの質の向上を目指して（2007年8月10日）
- ガーナVol.8 世界的な注目を集めるシアバター（2007年9月14日）
- パプアニューギニアVol.5 広がり始めたお米作り（2007年5月4日）
- スリランカVol.3 プランテーション居住者の生活改善（2008年3月14日）

「人々の命・健康を支える」
- ガーナVol.3 エイズの正しい知識を根付かせたい（2007年8月3日）
- ガーナVol.7 ギニアウォームの撲滅を目指して（2007年9月7日）
- ブラジルVol.4 市立病院に設備が整った（2007年12月21日）
- スリランカVol.1 血液不足を解消するために（2008年2月29日）

「地球の未来を考える」
- マレーシアVol.5 ゴミのリサイクルを根付かせたい（2007年6月22日）
- 中国Vol.4 失われた森林を取り戻すために（2007年10月19日）
- ブラジルVol.2 マングローブを再生させるために（2007年12月7日）

「世界で活躍する日本人」
- マレーシアVol.2 美しい川を取り戻そう（2007年6月1日）
- マレーシアVol.4 基礎的な技術の大切さを伝える（2007年6月15日）
- ガーナVol.6 モノ作りの素晴らしさを伝えたい（2007年8月31日）
- 中国Vol.6 日本語に込められた夢（2007年11月2日）

## 備考
- 関口知宏の絵日記が見られる。

## 番組関連本
- 「関口知宏の地球サポーター ラオス・モンゴル・トルコ －絵日記の旅－」ISBN 9784198623616